# Убаганське
Убага́нське (каз. Обаған) — село, центр Алтинсаринського району Костанайської області Казахстану. Адміністративний центр Убаганського сільського округу.
Населення — 516 осіб (2021; 513 у 2009, 659 у 1999).